# Auliʻi Cravalho
Auliʻi Cravalho ([aʊˈliːʔi krəˈvɑːljoʊ]), née le 22 novembre 2000 dans la région de Kohala (en) (Hawaï), est une actrice et chanteuse américaine d'origine hawaïenne.
Elle s'est fait connaître en interprétant la voix de Vaiana dans le film Vaiana : La Légende du bout du monde (2016), rôle qu'elle a ensuite repris dans le court métrage Gone Fishing (2017) puis dans Ralph 2.0 (2018).

## Biographie

### Jeunesse
Née à Kohala (en) dans l'État d'Hawaï, elle est la fille de Cathleen Puanani Cravalho et Dwayne Cravalho. Elle a des origines hawaïennes, portoricaines, portugaises, chinoises et irlandaises.

### Vie privée
En avril 2020, elle révèle publiquement sa bisexualité.

## Filmographie

### Cinéma
- 2016 : Vaiana : La Légende du bout du monde : Vaiana (voix)
- 2017 : Gone Fishing (court métrage) : Vaiana (voix)
- 2018 : Ralph 2.0 : Vaiana (voix)
- 2020 : All Together Now : Amber Appleton
- 2022 : Crush : A.J.
- 2022 : Darby et les fantômes de Silas Howard : Capri
- 2024 : Mean Girls : Lolita malgré moi (Mean Girls) d'Arturo Perez Jr. et Samantha Jayne : Janis 'Imi'ike
- 2024 : Vaiana 2 : Vaiana (voix)

Prochainement
- Spring Awakening : Wendla Bergmann

### Télévision

#### Séries télévisées
- 2018 : Rise : Lilette Suarez
- 2019 : Weird City : Rayna Perez
- 2019 : Elena d'Avalor : Veronica (voix)
- 2020 : Day by Day : Jade (2 épisodes)
- 2020 : Acting for a Cause : Jeannie / Lady Catherine / Laertes / Gwendolen (4 épisodes)
- 2022 : Le Pouvoir : Jos Cleary-Lopez (10 épisodes)[5]
- depuis 2023  : Hailey sauve le monde : Hailey (voix)
- 2023  : Krapopolis : Les Muses (voix)

#### Téléfilms
- 2019 : The Little Mermaid Live! : Ariel

## Distinctions
- Annie Awards 2017 : Meilleure performance de doublage dans un long métrage d'animation